# ОШ „Свети Сава” Котор Варош
ОШ „Свети Сава” једна је од основних школа у Котор Вароши. Налази се у улици Светосавска 2. Име је добила по Светом Сави, српском принцу, монаху, игуману манастира Студенице, књижевнику, дипломати и првом архиепископу аутокефалне Српске православне цркве.

## Историјат
Основна школа „Свети Сава” је започела са радом 1890—92. године. Зграда је изграђена на основу Владине уредбе о изградњи школских зграда из 1890. године којим је регулисано лоцирање школе, димензије просторија, осветљење, хигијенски услови, грејање, набављање клупа и другог школског намештаја.
Влада је 6. августа 1908. године упутила циркуларно писмо которским уредима са предлогом да се у току месец дана размотри питање увођења обавезне наставе у основним школама, а наредне године упућује циркуларно писмо о изградњи и других основних школа и старању ученика и становништва у одржавању школе. Тек 1958. године, доношењем новог Закона о основном образовању и новог Наставног плана и програма, основна школа се конституише као обавезна у трајању од осам година.
Године 1974. дошло је до интеграционог повезивања основних школа на општини. Формирана је Радна организација ОШ „24. април”, а убрзо се приступа и реорганизацији тако да је 1. јануара 1977. године конституисана Радна организација Центар за основно образовање и васпитање „24. април” Котор Варош са Организацијом удруженог рада. До избијања рата 1991. године основно образовање је функционисало на такав начин.
Миграцијом и одласком становништва из општине Котор Варош знатно се смањио број ученика, а неке подручне школе су потпуно престале са радом (Билице, Вишевице, Соколине, Превиле и Равне). Из истог разлога, бивше самосталне школе „Прва крајишка бригада” Врбањци и „Владимир Назор” Забрђе постају подручне школе у саставу „Свети Сава”. Од тада ова школа у свом саставу има три пуне осмогодишње школе (Врбањци, Забрђе и Вагани, која је и раније била у саставу ове школе) и једно подручно одељење у Присоју. Школа је носила назив „Братство јединство”, а 1993. мења у „Свети Сава”.
У послератним годинама знатно се мењао број ученика, тако је у Забрђу првих ратних година био велики број ученика доласком избеглица из других подручја Босне и Херцеговине, чак је ова школа била и прихватни центар за избеглице, док је у Врбањцима био смањен број ученика до потписивања Дејтонског мировног споразума. Касније се ситуација обрнула, тако да је у Забрђу опадао број ученика повратом имовине власницима, а у Врбањцима се повећавао број ученика доласком повратника. Међутим, број ученика у подручним школама није ни приближан броју пре избијања сукоба на овим просторима, а у Централној школи се број ученика сваке године повећава иако није достигао бројку од пре рата. Све школе су и даље мултиетничке.   

## Догађаји
Догађаји основне школе „Свети Сава”:
- Светосавска академија[3]
- Никољдан[4]
- Објављују школски лист „Први кораци”[5]
- Вежба „Евакуација и спасавање ученика и радника школе”[6]
- Пројекат „Читалићи” — Међународни фестивал хумора и дечијег стваралаштва „Дечији осмех” у Дервенти[7]
- Глобална кампања „16 дана активизма борбе против насиља над женама”[8]